# Antoon van Schendel
Antonius Adrianus van Schendel, detto Antoon (Lage Zwaluwe, 9 maggio 1910 – Muret, 6 agosto 1990), è stato un ciclista su strada olandese, professionista dal 1935 al 1949.

## Carriera
Professionista dal 1935 al 1949 con la formazione francese France-Sport, si impose in varie corse di un giorno ma si mise particolarmente in luce nei quattro Tour de France a cui partecipò, dove riuscì ad ottenere una vittorie di tappa sia nell'edizione 1938 che in quella 1939.
Anche il fratello Albert van Schendel fu ciclista professionista dal 1935 al 1947 nella stessa France-Sport.

## Palmarès

### Strada
- 1935 (France Sport, tre vittorie)

Circuit de Samatan
GP Beauville
GP Peugeot
- 1938 (France Sport, tre vittorie)

10ª tappa, 1ª semitappa Tour de France (Perpignano > Narbonne)
5ª tappa Parigi-Nizza (Marsiglia > Nizza)
6ª tappa Tour du Sud-Ouest
- 1939 (France Sport, una vittoria)

16ª tappa, 3ª semitappa Tour de France (Bourg-Saint-Maurice > Annecy)
- 1941 (France Sport, una vittoria)

1ª tappa Circuit du Sud

## Piazzamenti

### Grandi Giri
- Tour de France

1936: 32º
1937: 33º
1938: 50º
1939: 38º

### Classiche monumento
- Parigi-Roubaix

1937: 35º